# Julian Kalinka
Julian Kalinka (ur. 21 kwietnia 1822 w Bolechowicach, zm. 18 marca 1864 w Krakowie) – polski lekarz, działacz społeczny i powstaniec styczniowy.

## Życiorys
Ukończył Gimnazjum Św. Anny w Krakowie, a później studiował medycynę na Uniwersytecie Jagiellońskim. W 1844 po otrzymaniu dyplomu lekarza, zamieszkał w Kielcach. Praktykował tam w Szpitalu Św. Aleksandra, a w 1848 objął funkcję lekarza miejskiego i więziennego. W 1850 odszedł ze szpitala na własną prośbę i przeniósł się do Częstochowy, gdzie podczas epidemii cholery kierował oddziałem szpitala. Następnie został wybrany do Rady Miasta Częstochowy, w której sprawował funkcję sekretarza. Od 1862 był delegatem Komitetu Centralnego Narodowego, a od 1863 naczelnikiem cywilnym Częstochowy. W końcowej fazie powstania został zmuszony do dołączenia do oddziałów partyzanckich, w trakcie walk został ranny. W czerwcu 1863 schorowany Kalinka wyjechał do Krynicy, tam jego stan zdrowia znacznie się pogorszył, doznał udaru mózgu i został sparaliżowany. Zmarł w Krakowie, został pochowany na cmentarzu Rakowickim (kwatera 7).